# Carrie Chapman Catt
Carrie Chapman Catt (Ripon, Wisconsin, 9 de gener de 1859 - 9 de març de 1947) fou una líder sufragista estatunidenca.
Catt va passar la seua infantesa a Charles City, Iowa, i es va graduar en tres anys en el Iowa State College (després anomenat Iowa State University) a Ames, Iowa. Va ser l'única dona de la seua classe. Va ser professora i després directora de diverses escoles a Mason City, Iowa, el 1885.
El 1885, Carrie es va casar amb Leo Chapman, editor d'un periòdic, però ell va morir en poc de temps a Califòrnia. Molt prompte, ella va posar els peus a terra després de tenir experiències molt dolentes en el món laboral masculí. El 1890, es va casar amb George Catt, un ric enginyer. El seu matrimoni li va permetre dedicar, una bona part de cada any, a les campanyes al carrer a favor dels drets sufragistes de les dones, causa en la qual va estar involucrada a Iowa durant els últims anys de la dècada de 1880. Catt, fins i tot, es va unir al Women's Christian Temperance Union (Sindicat de Dones Cristianes Moderades).
Catt es va fer una gran col·laboradora de Susan B. Anthony, que la va designar com a la seua successora en la National American Woman Suffrage Association (NAWSA) (Associació Nacional Americana de Dones Sufragistes). Va ser elegida presidenta de la NAWSA dues vegades, el primer període va ser des del 1900 al 1904 i el segon període va ser des del 1915 al 1920. El segon període va coincidir amb el de més esplendor del moviment sufragista de les dones als Estats Units d'Amèrica, i va culminar amb l'aprovació de la Dinovena Esmena de la Constitució dels Estats Units el 1920.
NAWSA, va ser, amb diferència, l'organització més gran i important de dones sufragistes als Estats Units. Des dels primers esforços a Iowa el 1880, fins als últims a Tennessee el 1920, Catt va dirigir i supervisar dotzenes de campanyes, va mobilitzar nombroses voluntàries i voluntaris (prop d'un milió), i va fer centenars de mítins. Després de l'aprovació de la Dinovena Esmena de la Constitució dels Estats Units, Catt va fundar la League of Women Voters (Lliga per al Vot de les Dones) el 1920, com a successora de la NAWSA. El mateix any, va ser candidata a la presidència del Commonwealth Land Party.
Catt va ser també una líder del moviment internacional de dones sufragistes. Ella va ajudar a fundar la International Woman Suffrage Alliance (IWSA) (Aliança Internacional de Dones Sufragistes) el 1902, la qual va presidir des del 1904 fins al 1923. La IWSA segueix existint ara com la International Alliance of Women (Aliança Internacional de Dones). Catt va ser una activista contra les guerres durant les dècades dels anys 1920 i 1930. Des del 1919 fins al 1928, va residir a Juniper Ledge a Briarcliff Manor, Nova York. El 1928 es va establir a New Rochelle, Nova York. Durant aquest període, freqüentment va ser reconeguda com una de les líders feministes més destacades del moment. Carrie Chapman Catt va morir a New Rochelle el 1947, i va ser soterrada al cementeri de Woodlawn al Bronx de Nova York.